# 木曜ゴールデンドラマ
『木曜ゴールデンドラマ』（もくようゴールデンドラマ）は、1980年4月3日から1992年3月26日まで、日本テレビ系列にて毎週木曜夜に編成していた長時間テレビドラマ枠。
開始当初はキー局である日本テレビと読売テレビの週替わり制作であったが、日本テレビは1年半後の1981年9月29日に『火曜サスペンス劇場』を開始。そちらを担当することとなり、そこから番組終了までは読売テレビの単独制作で放送された。

## 概要
日本テレビ系列初の2時間ドラマシリーズ。それ以前の読売テレビ制作の21時台と22時台の連続ドラマ枠2つを統合する形で編成された。
放映開始の1980年は『東京大地震マグニチュード8.1』『チャップリン暗殺計画』といったスケールの大きな大予算作品が連打されて『土曜ワイド劇場』との差別化が図られた。その後、読売テレビの単独制作になってからは人情ドラマが主流を占めるようになった。また、サスペンスドラマも松本清張作品を中心に少なからず放送された。
当視聴率は堅調に推移し、1985年の『娘よ!! 父ちゃんはお前の花嫁姿が見たかったんや』では26.5%を記録した。1992年3月26日放送分をもって終了。翌月からは同じく読売テレビ制作による2時間ドラマ枠『ドラマシティー』が開始した。
過去に放送された作品の一部は日テレ系列の日テレプラスやファミリー劇場、チャンネルNECO、ホームドラマチャンネルなどのCS放送で放送されることもある。また、TBS系列のCS放送であるTBSチャンネルでもごく一部の作品が放送されることもあった。東映制作の作品については、東映チャンネルで放送される事もある。
新人作家の登竜門として「ゴールデン・シナリオ大賞」が実施された。
1991年1月17日の湾岸戦争開戦当日には急遽内容が変更され、当時『きょうの出来事』のキャスターを務めていた櫻井よしこの進行で『NNN報道特別番組』が編成された（当枠は読売テレビの責任枠であるため、日本テレビからの映像を一旦大阪の読売テレビ本社にて出中を受けて、同本社のマスター経由でネット出し）。そのため、当日放送予定だった作品は日を改めて放送された。

## 編成時間
いずれも、21:00 - 21:02（のちに21:03）までは日本テレビ発でマイスタジオから予告を放送していた（『火サス』の『今夜のサスペンス』と同様）。制作局の読売テレビでは独自で差し替えていた時期もある。なお、一部の系列局では予告をローカルニュースや天気予報に差し替えていた。
| 期間    | 期間   | 放送時間（日本時間）        | 備考                                              |
| ------- | ------ | --------------------------- | ------------------------------------------------- |
| 1980.4  | 1988.3 | 木曜 21:02 - 22:51（109分） |                                                   |
| 1988.4  | 1988.9 | 木曜 21:02 - 22:52（110分） | 22時台のミニ番組枠の縮小に伴い、放送枠が1分拡大。 |
| 1988.10 | 1992.3 | 木曜 21:03 - 22:52（109分） | 予告時間の拡大に伴い、放送枠が1分縮小。           |

## 放送作品
- 熱中時代スペシャル 水谷教授の華麗な冒険（1980年4月3日、主演：水谷豊）[1]
- 雪国 純白の雪と湯煙りに燃える恋! （1980年4月10日、主演：松坂慶子）[2]
- 東京大地震マグニチュード8.1（1980年4月17日、主演：千葉真一）
- 俺たちの明日〜坂本竜馬、中岡慎太郎!!幕末に散った壮絶な青春〜（1980年5月8日、主演：中村雅俊）[3]
- ガン回廊の朝（あした）（1980年5月29日、主演：丹波哲郎）[4]
- 誘拐からの脱出（1980年6月、主演：竹脇無我）
- チャップリン暗殺計画（1980年7月3日、主演：根津甚八）[5]
- わが首相のベッド ガン回廊の朝II（1980年7月10日、主演：芦田伸介）[6]
- さすらいの甲子園（1980年8月14日、主演：中村雅俊）[7]
- 悪霊の棲む館（1980年8月21日、主演：夏純子）[8]
- 海よ愛の奇跡を呼べ（1980年9月、主演：竹脇無我）[9]
- 華岡青洲の妻（1980年10月、主演：竹下景子）[10]
- 細雪（1980年11月、主演：島田陽子）
- 羆嵐（1980年11月27日、主演：三國連太郎）[11]
- 五瓣の椿（1981年4月、主演：大原麗子）[12]
- 氷点（1981年4月、主演：三田佳子）[13]
- 青年 さらば愛しき日々よ!（1981年4月30日、主演：西城秀樹）[14]
- 北アルプス脱獄誘拐事件 回帰線に吼ゆ（1981年5月28日、主演：藤岡弘）[15]
- 松本清張の強き蟻（1981年6月25日、主演：浜木綿子）
- 百円ケーキの詩（1981年7月16日、主演：真野響子、制作：讀賣テレビ）[16]
- 支笏湖殺人事件（1981年8月20日、主演：宇津宮雅代、制作：讀賣テレビ）[17]
- '81喜劇スペシャル（1981年12月31日）※大晦日が初めて木曜日となったため、この年開催の『第32回NHK紅白歌合戦』の対抗番組として放送（21:02 - 23:19）。東西の落語家や漫才師などが出演。
- 顔（1982年1月14日、主演：原田美枝子）[18]
- 失われた眠り（1982年2月18日、主演：宇津宮雅代）[19]
- 台所太平記〜おんな八人寄れば…（1982年4月、主演：十七代目中村勘三郎）
- 運命の殺意 北信濃母子心中（1982年4月29日、主演：市原悦子）
- 性的犯罪（1982年7月1日、主演：原田美枝子）
- 天使が消えていく（1982年9月、主演：和泉雅子）
- 母の悲劇（1982年10月、主演：淡島千景）
- 幻の殺意（1983年2月3日、主演：大空眞弓）
- 松本清張の喪失（1983年2月17日、主演：大原麗子）
- ガラスの階段（1983年6月30日、主演：酒井和歌子）
- 娘よ!（1983年7月7日、主演：田中美佐子）
- 目撃者ご一報下さい（1983年7月21日、主演：風吹ジュン）
- 仮の宿なるを（1983年11月10日、主演：浅丘ルリ子）
- 母と子の灯（1983年11月17日、主演：倍賞千恵子）
- 女系家族（1984年1月、主演：三田佳子）※日本テレビ系列でテレビドラマ化された唯一の山崎豊子原作作品
- 暴力中学シリーズ（主演：若山富三郎 ※企画兼務）
  - 暴力教室 ある教師の詩（1984年3月1日）
  - 暴力中学 ある教師の詩2（1984年12月20日）
- 体の中を風が吹く（1984年9月、主演：梶芽衣子）
- 赤い偽証（1984年11月29日、主演：小川知子）
- 娘よ!! 父ちゃんはお前の花嫁姿が見たかったんや（1985年1月17日、主演：芦屋雁之助）
- 十二代目市川團十郎襲名記念スペシャル 花道は炎のごとく（1985年3月28日、主演：十二代目市川團十郎）
- 松本清張サスペンス・六畳の生涯（1987年11月26日、主演：植木等）
- 帰郷 （1988年6月、主演：市原悦子）
- 家族病棟（1989年6月、主演：香山美子）
- 児童心理殺人事件（1989年8月、主演：泉ピン子）
- 松本清張サスペンス・結婚式（1989年9月21日、主演：浅丘ルリ子）
- 娘からの宿題（1990年9月20日、主演：池内淳子）
- 松本清張の老春（1990年9月27日、主演：花沢徳衛）
- ふたりの秘密 (1991年1月31日、主演：いかりや長介）
- 鉄窓の中の天使（1991年11月28日、主演：三田寛子）
- さらば愛しき人よ（1991年12月5日、主演：北大路欣也）

## 放映ネット局
系列は当番組終了時（1992年3月）のもの。
| 放送対象地域  | 放送局             | 系列                          | 備考                                                                     |
| ------------- | ------------------ | ----------------------------- | ------------------------------------------------------------------------ |
| 近畿広域圏    | よみうりテレビ     | 日本テレビ系列                | 制作局（1980年4月10日から番組終了まで）                                  |
| 関東広域圏    | 日本テレビ         | 日本テレビ系列                | 制作局（1980年4月3日から1981年9月まで）                                  |
| 北海道        | 札幌テレビ         | 日本テレビ系列                |                                                                          |
| 青森県        | 青森放送           | 日本テレビ系列                | [ 注 1 ]                                                                 |
| 岩手県        | テレビ岩手         | 日本テレビ系列                |                                                                          |
| 宮城県        | ミヤギテレビ       | 日本テレビ系列                |                                                                          |
| 秋田県        | 秋田放送           | 日本テレビ系列                |                                                                          |
| 山形県        | 山形放送           | 日本テレビ系列 テレビ朝日系列 | [ 注 2 ]                                                                 |
| 福島県        | 福島中央テレビ     | 日本テレビ系列                | [ 注 3 ]                                                                 |
| 山梨県        | 山梨放送           | 日本テレビ系列                |                                                                          |
| 新潟県        | テレビ新潟         | 日本テレビ系列                | サービス放送開始直後の1981年3月26日から                                  |
| 長野県        | テレビ信州         | 日本テレビ系列                | 開局直後の1980年10月2日から                                              |
| 静岡県        | 静岡第一テレビ     | 日本テレビ系列                |                                                                          |
| 富山県        | 北日本放送         | 日本テレビ系列                |                                                                          |
| 石川県        | 石川テレビ         | フジテレビ系列                | 1989年頃からテレビ金沢開局までは『水曜グランドロマン』の作品を放送した。 |
| 石川県        | テレビ金沢         | 日本テレビ系列                | 開局直後の1990年4月5日から                                               |
| 福井県        | 福井放送           | 日本テレビ系列 テレビ朝日系列 |                                                                          |
| 中京広域圏    | 中京テレビ         | 日本テレビ系列                |                                                                          |
| 鳥取県 島根県 | 日本海テレビ       | 日本テレビ系列                |                                                                          |
| 岡山県 香川県 | 西日本放送         | 日本テレビ系列                | [ 注 7 ]                                                                 |
| 広島県        | 広島テレビ         | 日本テレビ系列                |                                                                          |
| 山口県        | 山口放送           | 日本テレビ系列 テレビ朝日系列 |                                                                          |
| 徳島県        | 四国放送           | 日本テレビ系列                |                                                                          |
| 愛媛県        | 南海放送           | 日本テレビ系列                |                                                                          |
| 高知県        | 高知放送           | 日本テレビ系列                |                                                                          |
| 福岡県        | 福岡放送           | 日本テレビ系列                |                                                                          |
| 長崎県        | 長崎国際テレビ     | 日本テレビ系列                | 開局直後の1991年4月4日から                                               |
| 熊本県        | くまもと県民テレビ | 日本テレビ系列                | 開局日の1982年4月1日から                                                 |
| 鹿児島県      | 鹿児島テレビ       | 日本テレビ系列 フジテレビ系列 | 1983年10月6日から1985年3月28日まで                                       |